# Taisuke Hiramoto
Taisuke Hiramoto (平本 大介 Hiramoto Taisuke?,  nacido el 21 de noviembre de 1974 en Tokio) es un exfutbolista japonés. Jugaba de delantero y su último club fue el Omiya Ardija de Japón.

## Trayectoria

### Clubes
| Club         | País  | Año         |
| ------------ | ----- | ----------- |
| Omiya Ardija | Japón | ???? - 1999 |